# Schiebermütze

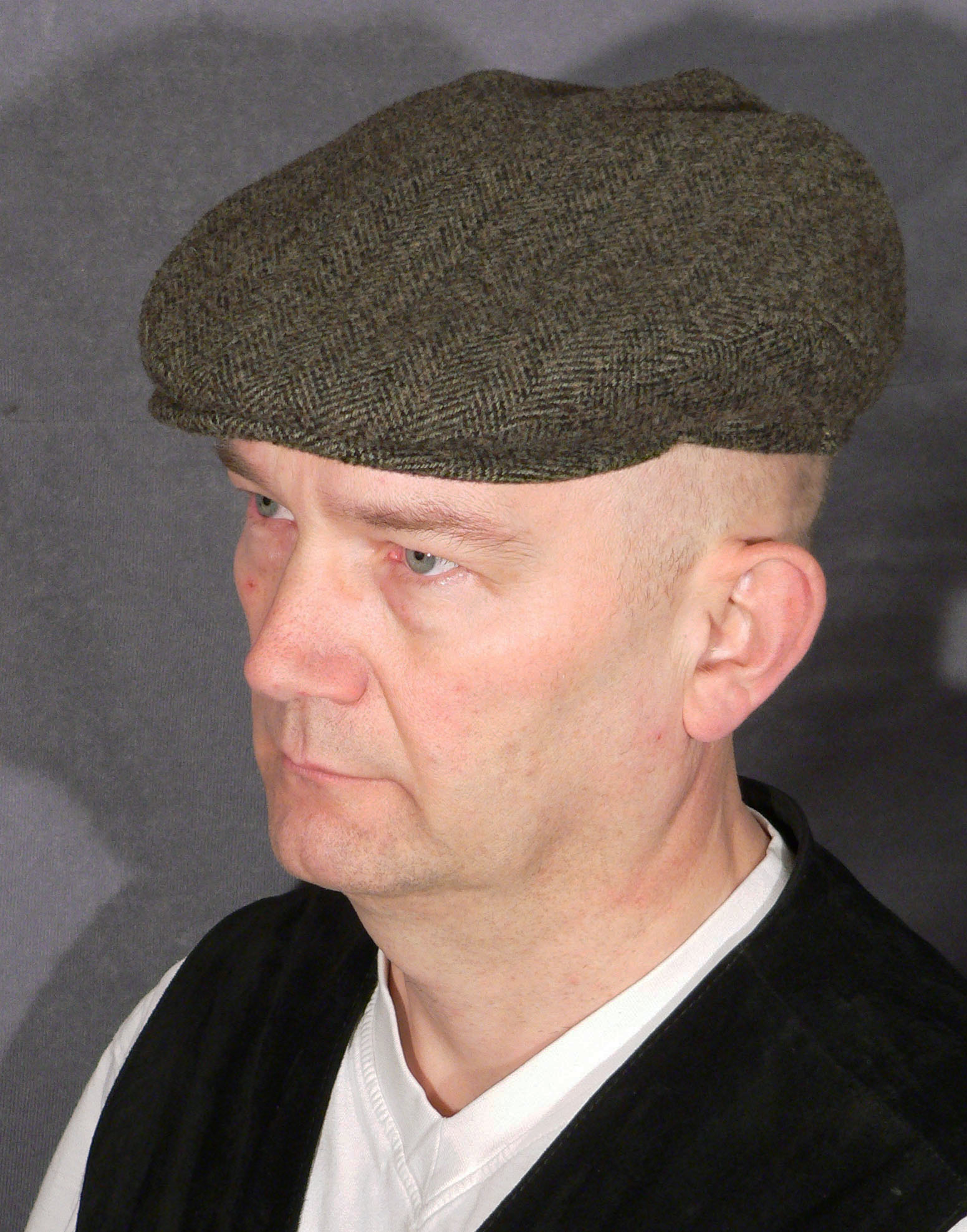
Schiebermützenträger

Die Schiebermütze oder Schieberkappe ist eine Schirmmütze, die im Unterschied zur Ballonmütze ein flaches Dach hat. Das barettähnliche Oberteil ragt nach vorne über einen meist flexiblen, durchgenähten Schirm. Die Mütze lässt sich zusammengelegt in der Tasche transportieren. Sie wird auch Sportmütze, Casquette, Schlägermütze und Schlägerp(f)anne genannt. Im südwestdeutschen Raum (Saarland, Pfalz, Rhein-Main-Gebiet, Hessen und im Westerwald) nennt man sie „Batschkapp“. Auf Sizilien ist das Tragen einer Coppola verbreitet.

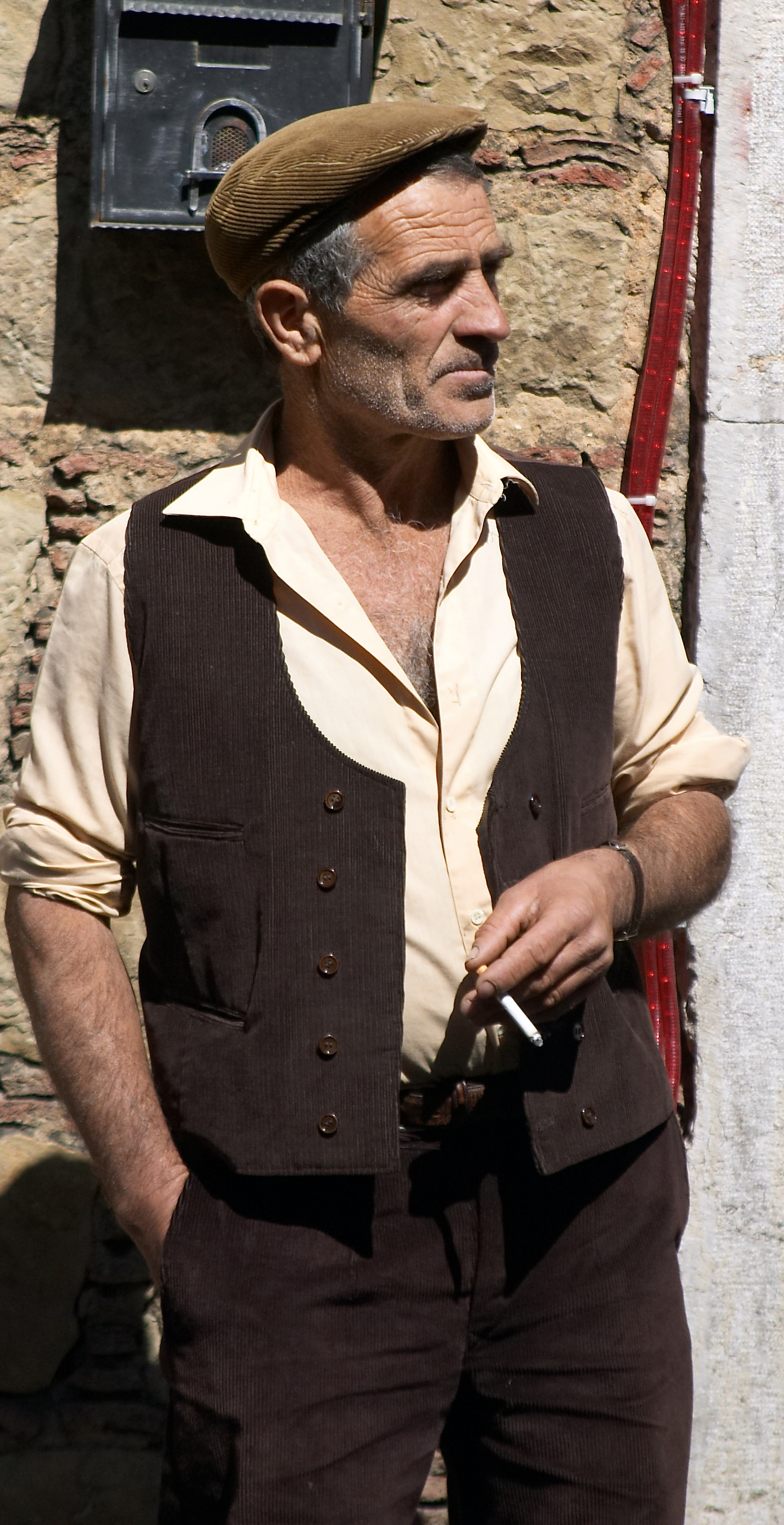
Sizilianische Coppola

Die Schiebermütze ist nach dem Schieber benannt, der Bezeichnung für den Vorarbeiter im Berliner Proletarierjargon. Als Teil seiner Berufsbekleidung war sie speziell in den 1930er Jahren verbreitet und hatte seinerzeit auch eine Schutzfunktion; sie verhinderte beispielsweise, dass Holzspäne in die Haare oder Haare in eine Maschine gerieten. Sie findet sich heute auch in der formellen Jagd- und Sportbekleidung wieder.
Der Augenschutz ist bei manchen Modellen durch einen Kälteschutz im Nacken und um die Ohren ergänzt. Die Mütze ist teils aus etwas steiferem Tweed, Filz oder Cord gefertigt; ein Zusammenlegen ist dann ohne Beschädigung nicht mehr möglich.
Typisch ist die Schiebermütze für Steffen Baumgart. Bei Kunstfiguren wie Bodo Bach oder Heinz Becker ist sie ein fester Bestandteil des Kostüms, ebenso bei Nick Knatterton und Spencer aus Hallo Spencer. Auch in der TV-Serie Peaky Blinders – Gangs of Birmingham sind „Newsboy-Schiebermützen“ zu sehen, welche mit einer Rasierklinge versehen sind, um diese als Waffe nutzen zu können. Der deutsche Rapper Lacazette, hat in seinen Liedtexten mehrfach sein Markenzeichen Schiebermütze eingebaut.